# Arménien occidental
L'arménien occidental (en arménien : Արեւմտահայերէն), appelé aussi achkharapar (Աշխարհաբար), est originellement parlé en Arménie occidentale et depuis le génocide arménien majoritairement au sein de la diaspora arménienne, excepté dans les communautés arméno-iraniennes et arméno-russes.
En France, elle est considérée comme langue de France non territoriale par la Délégation générale à la langue française et aux langues de France.

## Histoire
L'instabilité politique et étatique de l'Arménie historique a également joué sur l'évolution de la langue. Régulièrement, l'Arménie perd son indépendance en tant qu'État, et par conséquent, les régions s'isolent. La langue classique, le grabar, accomplit son travail unificateur jusqu'au XIXe siècle. Les différences s'accentuent davantage entre les dialectes selon le partage du pays entre les grandes puissances successives : la Perse, l'Empire byzantin, la Turquie ottomane, la Russie.
À partir du XIIe siècle, à la suite de la création du royaume arménien de Cilicie et de la coopération avec les croisés, l'arménien emprunte au français des mots des domaines administratif, économique, sociétal, etc. Les lettres o et f (օ, ֆ) font ainsi leur entrée dans l'alphabet arménien.
L'arménien occidental se forme et obtient sa légitimité de langue à Constantinople (Istanbul), autour du patriarcat, sur la base du dialecte arménien de la ville. Il devient par la suite la variante occidentale de l'arménien moderne. L'écart se creuse avec l'arménien oriental qui se construit sur des dialectes de la plaine d'Ayrarat.
À la suite du génocide arménien notamment, de nombreux locuteurs ont émigré et l'arménien occidental s'est étendu sur tous les continents.

## Répartition
L'arménien occidental est parlé dans les communautés arméniennes du Moyen-Orient, d'Europe et d'Amérique. Mais l'arménien occidental est parlé par seulement un petit pourcentage des Arméniens en Turquie, avec 18 % parmi la population générale et 8 % chez les jeunes. Il est défini par l'UNESCO comme étant l'une des langues en danger parlées en Turquie.

### Généralités
- (Collectif), L'arménien en France, Paris, Ministère de la Culture français, coll. « Langues et cité » (no 11), 2008 (ISSN 1772-757X, lire en ligne).
- Frédéric-Armand Feydit, Manuel de langue arménienne: arménien occidental moderne, Paris, éditions Klincksieck, 1969, 394 p.

### Influences linguistiques
- Robert Der Merguerian, « Bilinguisme et interférence linguistique, le cas de l'arménien occidental », Acta Orientalia Academiae Scientiarum Hungaricae, Budapest, Akadémiai Kiadó, vol. 50-1,‎ 1997, p. 67-72 (lire en ligne).
- Anaïd Donabédian, « Les “turcismes” dans le lexique de l'arménien occidental parlé: approche typologique et fonctionnelle », Les Annales de l’Autre Islam, Paris, Institut national des langues et civilisations orientales,‎ 2004, p. 1-10 (lire en ligne).
- Alain Rey, Frédéric Duval, Gilles Siouffi, Mille ans de langue française. Histoire d'une passion, Paris, Éditions Perrin, coll. « Tempus », 2013, chap. 4 (« D’autres langues sur les terres du français »), p. 261-358.

### Sociolinguistique
- Anaid Donabedian-Demopoulos, « Langues et diasporas : enjeux linguistiques et enjeux identitaires. Réflexion à partir du cas de l'arménien occidental », Arméniens et Grecs en diaspora : approches comparatives, Athènes,‎ 2001, p. 523-538 (HAL hal-00682232, lire en ligne).
- Anaid Donabedian-Demopoulos, Anke Al-Bataineh, L’arménien occidental en France : dynamiques actuelles (Rapport de recherche), Paris, Institut national des langues et civilisations orientales, 2015 (HAL hal-01103172, lire en ligne).